# Ніілам
Ніілам (Neelam) – індійське офшорне нафтогазове родовище, яке належить до нафтогазоносного басейну Мумбай.
Основні ресурси родовища пов’язані із нафтовим покладом у карбонатній формації Бассеін, яка сформувалась в середньому еоцені. Крім того, виявлений газовий покладу у розташованій вище так само карбонатній формації Мукта, що належить до нижнього олігоцену. Материнські породи належать до сланцевої формації Панна (палеоцен – еоцен).
Перший видобуток на Ніілам почався в 1989-му за тимчасовою схемою, а повноцінне введення у розробку припало на 1993 – 1994 роки. При цьому встановили платформу з обладнанням для підготовки, водонагнітальну платформу та 11 платформ для розміщення фонтанних арматур. Станом на кінець 2000-х у пласти щодобово нагнітали 97 тисяч барелів води, а середній вміст води у продукції свердловин родовища становив 85%.
У 2018 – 2019 роках реалізували проєкт оновлення інфраструктури родовища, під час якого встановили нову процесингову платформу NLG (яка, зокрема, має обладнання для підготовки та компресування газу), сполучену містком зі старою процесинговою платформою NLP (для його підтримки знадобилась проміжна платформа NBR). Також проєкт включав дві нові платформи для розміщення фонтанних арматур NLM12 та NLM13.
Видача продукції відбувається через перемички до нафтопроводу Хеєра – Уран та газопроводу Хеєра – Уран. 
На 1 січня 2010-го з родовища отримали 29 млн тонн нафти, притому, що поточний рівень видобутку становив 20 тисяч барелів на добу.